# Volksbank Bochum Witten
Die Volksbank Bochum Witten eG ist eine Genossenschaftsbank mit Sitz in Bochum. Die Bank unterhält in Bochum, Witten, Herne, Wetter und Sprockhövel Geschäftsstellen. Sie gehört dem Bundesverband der Deutschen Volksbanken und Raiffeisenbanken (BVR) und dessen Sicherungseinrichtung an.

## Zahlen
Ende 2024 lag ihre Bilanzsumme bei 1.738 Mio. €. Unter den Genossenschaftsbanken nahm die Bank Ende 2024 den Rang 199 ein.

## Geschichte
Die Volksbank Bochum Witten entstand 1999 aus einer Fusion der damaligen Volksbank Bochum eG mit der Volksbank Witten eG.
Die Geschichte der Volksbank Bochum geht zurück auf das Jahr 1928, als die Volksbank Bochum-Ost eG gegründet wurde. 1933 erfolgte die Gründung der Volksbank Bochum eG. Beide Institute fusionierten 1989 zur Volksbank Bochum eG. 1995 wurde noch die BBA-Bank-Filiale in Bochum übernommen.
Die Volksbank Witten eG wurde 1915 gegründet. Das älteste der Vorgängerinstitute war die 1902 gegründete Spar- und Darlehenskasse Stiepel eG.